# Émile Froment-Meurice
Pour les autres membres de la famille, voir Froment-Meurice.
Émile Froment-Meurice (1837-1913) est un orfèvre et joaillier parisien. Il a exécuté un très grand nombre d'œuvres sous le Second Empire et la Troisième République.

## Biographie

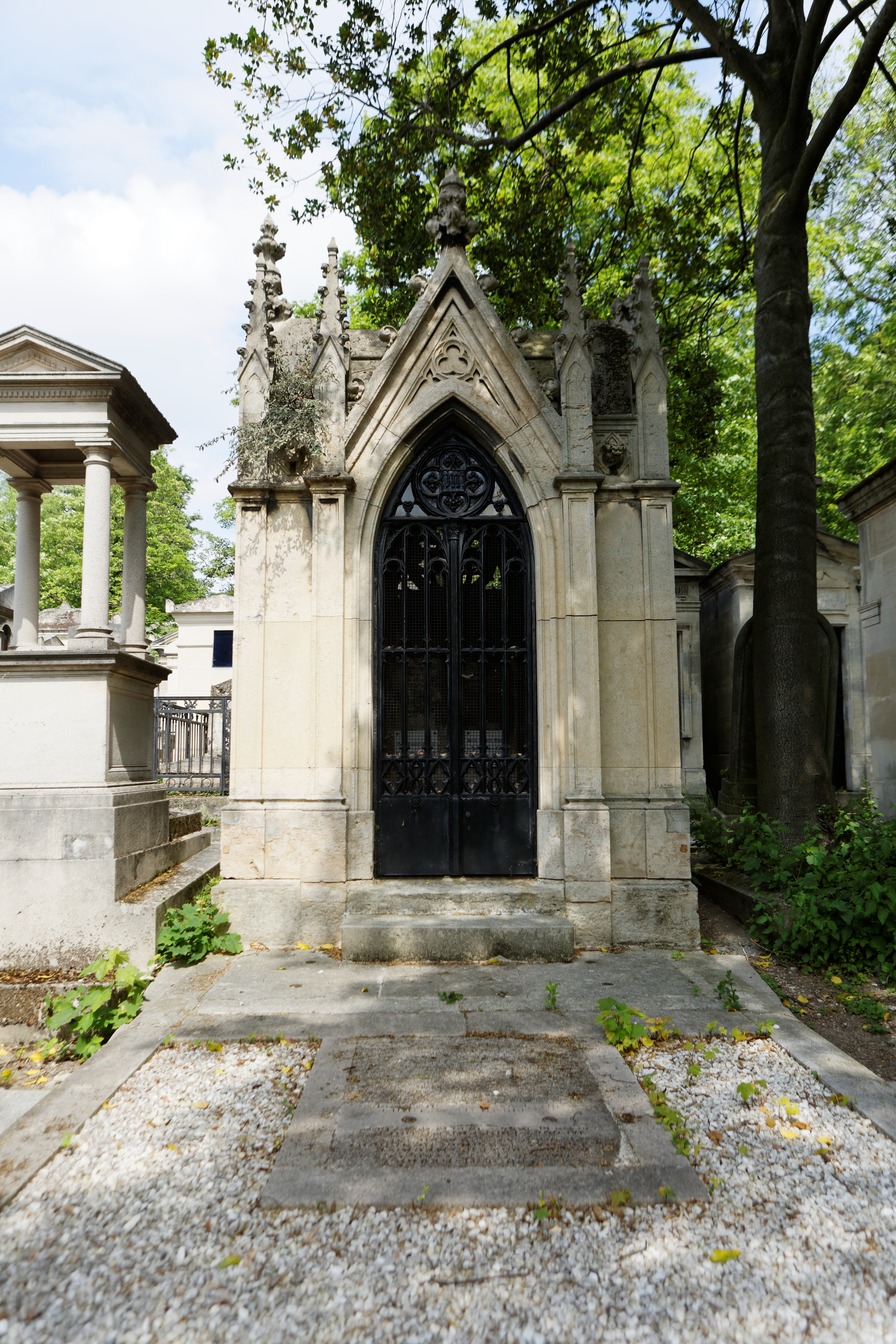
Tombe au cimetière du Père-Lachaise.

Émile est le petit-fils d'un orfèvre, François Froment (1773-1803) et fils d'un autre orfèvre, François-Désiré Froment-Meurice (1802-1855). Il reprend l'atelier de son père à la mort de celui-ci et en prend la direction à sa mère en 1859. Il s'installe 52, rue du Faubourg-Saint-Honoré. Il débute à l'exposition universelle de 1867 où la maison Froment-Meurice expose notamment un monumental dessus de cheminée, destiné à l'Hôtel de ville de Paris où il disparaîtra dans l'incendie de la Commune. Comme son père, il est fournisseur officiel de la ville de Paris, mais il fournit aussi Napoléon III, ou le duc d'Aumale à son retour d'exil dans son château de Chantilly. Il y réalise notamment des cadres pour des œuvres et des garnitures de cheminées. Il se retire en 1907 sans successeur.
Il est le père de François Froment-Meurice, conseiller municipal, et de Jacques Froment-Meurice, sculpteur, élève d'Henri Chapu. 
Avec son épouse, Rose Tassin de Moncourt, né en 1839, mariés depuis le 27 mars 1862, il meurt brutalement dans l'écroulement de leur hôtel particulier, situé au no 46 de la rue d'Anjou à Paris. Le couple est inhumé au cimetière du Père-Lachaise (19e division).

## Œuvres conservées dans des musées ou collections publiques

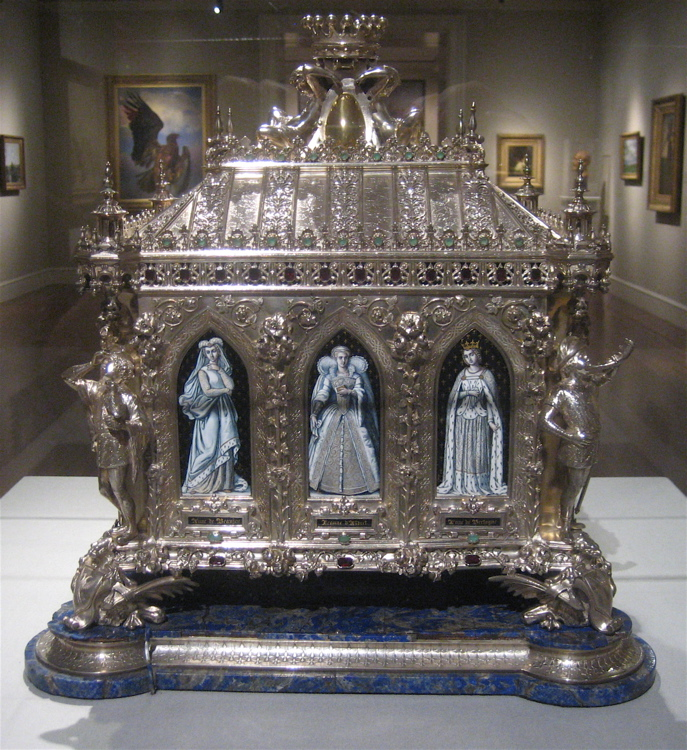
Boîte à bijoux, 1867, Musée d'art du comté de Los Angeles

- berceau d’apparat offert au prince impérial Eugène-Louis Napoléon, né en 1856, par la Ville de Paris, musée Carnavalet.
- reliquaire-monstrance dit reliquaire de Notre-Dame des Malades, 1861, église Saint-Laurent à Ornans, classé monument historique[3]
- surtout de Napoléon III aux fritillaires, présenté à l'exposition universelle de 1867, musée des arts décoratifs de Paris[4]
- montre en or et argent, 1867, ayant appartenu au peintre Thomas Creswick, Victoria and Albert Museum, Londres[5]
- boîte à bijoux réalisée avec Jean-Jacques Feuchère et Félix Duban, 1867, Musée d'art du comté de Los Angeles[6]
- bague commémorant les bombardements prussiens lors du Siège de Paris (1870), 1871, Victoria and Albert Museum[7]
- coupe de girasol montée en or émaillé, 1878, musée Condé, Chantilly[1]
- reliure d'un recueil de ballades et chansons du XVe siècle, argent, grenat, émail et vermeil, aux armes du duc d'Aumale, 1880, musée Condé[1]
- épée d'honneur du duc d'Aumale, 1888, musée Condé, Chantilly[1]
- burettes et plateau en argent pour la chapelle Saint-Louis du château de Chantilly, 1891[1]
- plat en argent, 1892, Victoria and Albert Museum[8]
- reliure du bréviaire de Jeanne d'Évreux, 1894, musée Condé[1]
- calice du Musée du Château de Vitré, vers 1900
- ciboire en argent, vers 1900, collégiale Saint-Martin-de-Brive à Brive-la-Gaillarde, classé monument historique[9]
- verseuse en argent gravé et ciselé, 1900-1907, musée des arts décoratifs, Paris[10]

## Distinction
- Chevalier de la Légion d'honneur (2 décembre 1869)[11]